# HMS Queen Elizabeth (00)
O HMS Queen Elizabeth foi um couraçado operado pela Marinha Real Britânica e a primeira embarcação da Classe Queen Elizabeth, seguido pelo HMS Warspite, HMS Valiant, HMS Barham e HMS Malaya. Sua construção começou em outubro de 1912 no Estaleiro Real de Portsmouth e foi lançado ao mar em outubro de 1913, sendo comissionado na frota britânica em dezembro do ano seguinte. Era armado com uma bateria principal composta por oito canhões de 381 milímetros montados em quatro torres de artilharia duplas, tinha um deslocamento carregado de mais de trinta mil toneladas e conseguia alcançar uma velocidade máxima de mais de 24 nós (44 quilômetros por hora).
O Queen Elizabeth entrou em serviço pouco depois do início da Primeira Guerra Mundial e foi rapidamente designado para servir na Campanha de Galípoli, atuando como capitânia das forças navais britânicas no local. Ele retornou para casa em maio de 1915 e passou a integrar a Grande Frota, porém não participou da Batalha da Jutlândia por estar em manutenção. O Queen Elizabeth depois disso realizou várias operações de patrulha até o final da guerra em novembro de 1918. O couraçado então serviu com as frotas do Atlântico e do Mediterrâneo pelas décadas de 1920 e 1930, passando por uma enorme modernização que reformulou seu armamento, maquinários e equipamento.
A Segunda Guerra Mundial começou em 1939, porém o Queen Elizabeth só retornou ao serviço em 1941. Ele voltou para a Frota do Mediterrâneo e cobriu a retirada das forças britânicas após a Batalha de Creta. A embarcação acabou seriamente danificada em dezembro do mesmo ano em um ataque italiano, precisando ser levada para os Estados Unidos a fim de ser concertada e só retornando ao serviço de junho de 1943. O Queen Elizabeth passou a integrar a Frota Doméstica e depois a Frota Oriental, participando de operações no Oceano Índico contra forças japonesas. A guerra terminou em agosto de 1945 e o navio foi tirado do serviço em junho de 1948, sendo desmontado.